# Saison 2014 des Phillies de Philadelphie
La saison 2014 des Phillies de Philadelphie est la 132e saison en Ligue majeure de baseball pour cette franchise.
Les Phillies sont pour une 3e année de suite incapables de gagner plus de matchs qu'il n'en perdent et terminent l'année avec une fiche victoires-défaites à 73-89, performance identique à celle de la saison précédente. Cette fois, Philadelphie glisse de la 4e à la 5e place de la division Est de la Ligue nationale. En cours d'année, le vétéran Jimmy Rollins dépasse le total de 2 234 coups sûrs de Mike Schmidt pour établir le nouveau record de franchise, et quatre lanceurs unissent leurs efforts pour réussir en septembre un match sans coup sûr combiné contre Atlanta.

## Contexte
Exclus des séries éliminatoires pour la 2e année suite, les Phillies connaissent en 2013 leur première saison perdante depuis 2002. Avec 73 victoires contre 89 revers, 8 défaites de plus qu'en 2012, Philadelphie termine au 4e rang sur 5 équipes dans la division Est de la Ligue nationale.

## Intersaison
Ryne Sandberg s'apprête à commencer sa première saison à la barre des Phillies après être devenu manager du club lors du congédiement de Charlie Manuel en août 2013.
Le 12 novembre 2013, les Phillies mettent sous contrat pour deux saisons Marlon Byrd, un voltigeur qui vient de connaître sa meilleure saison depuis plusieurs années lors d'une campagne partagée entre les Mets de New York et les Pirates de Pittsburgh.
Après une saison chez les Rays de Tampa Bay, le lanceur droitier Roberto Hernández est agent libre et rejoint Philadelphie pour un an. Lui aussi devenu agent libre, Carlos Ruiz, receveur des Phillies depuis 2006, signe un nouveau contrat de 3 ans avec l'équipe, qui engage comme receveur substitut Wil Nieves, ancien des Diamondbacks de l'Arizona. Le receveur Erik Kratz est quant à lui échangé, avec le lanceur gaucher des ligues mineures Rob Rasmussen, aux Blue Jays de Toronto contre le releveur droitier Brad Lincoln.
Le 16 février 2014, les Phillies mettent sous contrat pour une saison le lanceur partant droitier A. J. Burnett, qui vient de passer les deux dernières saisons avec les Pirates de Pittsburgh.
L'arrêt-court Ronny Cedeño, qui a partagé la saison précédente entre Houston et San Diego, s'amène aussi à Philadelphie sur un contrat des ligues mineures. Enfin, les Phillies tentent leur chance et présentent une offre des ligues mineures à Bobby Abreu, un voltigeur à l'aube de ses 40 ans ayant joué pour Philadelphie de 1998 à 2006 et qui était sans contrat en 2013.
Durant la saison morte, le lanceur droitier étoile Roy Halladay, dont la 4e année avec les Phillies a été rendue difficile par les blessures, annonce sa retraite.

## Calendrier pré-saison
L'entraînement de printemps 2014 des Phillies se déroule du 26 février au 29 mars.

## Saison régulière
La saison régulière de 162 matchs des Phillies débute le 31 mars par une visite aux Rangers du Texas et se termine le 28 septembre suivant. Le premier match local à Philadelphie est joué le 7 avril contre les Brewers de Milwaukee.

### Classement
| Ligue nationale (Division Est) | V  | D  | %    | Diff. | Diff. (séries) |
| ------------------------------ | -- | -- | ---- | ----- | -------------- |
| Nationals de Washington        | 96 | 66 | ,593 | -     | -              |
| Braves d'Atlanta               | 79 | 83 | ,488 | 17    | 9              |
| Mets de New York               | 79 | 83 | ,488 | 17    | 9              |
| Marlins de Miami               | 77 | 85 | ,475 | 19    | 11             |
| Phillies de Philadelphie       | 73 | 89 | ,451 | 23    | 15             |

### Juin
- 14 juin : À Philadelphie, Jimmy Rollins frappe son 2 235e coup sûr pour les Phillies, abattant le record de franchise qui était détenu par Mike Schmidt[17].

### Août
- 7 août : Les Phillies échangent leur lanceur droitier Roberto Hernández aux Dodgers de Los Angeles contre deux joueurs à être nommé plus tard ou une somme d'argent éventuelle[18].

### Septembre
- 1er septembre : Cole Hamels lance les 6 premières manches d'un match sans coup sûr combiné dans une victoire de 7-0 des Phillies sur les Braves à Atlanta. Jake Diekman, Ken Giles et Jonathan Papelbon complètent le travail en lançant une manche chacun[19].
- 14 septembre : Un geste obscène du lanceur Jonathan Papelbon, qui se touche l'entre-jambes en direction de la foule à Philadelphie[20], lui vaut 7 matchs de suspension imposés par la ligue[21]. Une altercation peu après avec l'arbitre Joe West vaut à ce dernier un match de suspension pour avoir agrippé le joueur des Phillies par la chemise[22].